# Blangy-sur-Bresle
Blangy-sur-Bresle é uma comuna francesa na região administrativa da Normandia, no departamento de Sena Marítimo. Estende-se por uma área de 17,41 km². Em 2010 a comuna tinha 2 966 habitantes (densidade: 170,4 hab./km²).